# Matilde Asensi

Matilde Asensi Carratalá (nascida em 12 de junho de 1962 em Alicante, na Espanha) é uma jornalista e escritora espanhola, especializada principalmente em romances históricos.

## Biografia
Asensi nasceu na província de Alicante, na Comunidade Valenciana, na Espanha.
Estudou jornalismo na Universidade Autônoma de Barcelona e, posteriormente, trabalhou durante três anos no serviço de notícias da Rádio Alicante-SER e da Rádio Nacional de Espanha (RNE) como responsável pelas notícias locais e provinciais. Foi também correspondente da Agência EFE e colaboradora provincial dos jornais La Verdad e Información.

## Obras

### Trilogia "Martín Ojo de Plata":
1. 2007: Tierra firme
2. 2010: Venganza en Sevilla
3. 2012: La conjura de Cortés
4. 2013: Martin ojo de plata (compilação)[3]

### Série Cato:
1. 2001: El último Catón
2. 2015: El Regreso del Catón[4]

### Outros trabalhos:
- 1999: El salón de ámbar
- 2000: Iacobus
- 2003: El origen perdido
- 2004: Peregrinatio
- 2006: Todo bajo el cielo
- 2019: Sakura

## Prêmios
- 1995: Ciudad de San Sebastián (finalista)

- 1996: Gabriel Miró (finalista)

- 1996: XV Certamen Literario Juan Ortiz del Barco (vencedora)

- 1997: XVI Premio de Novela Corta Felipe Trigo (vencedora)